# Miodrag Radulović
Miodrag Radulović (in serbo Миодраг Радуловић?; Titograd, 23 ottobre 1967) è un allenatore di calcio ed ex calciatore montenegrino, di ruolo centrocampista, attuale commissario tecnico della nazionale libanese.

## Palmarès

### Allenatore

#### Competizioni nazionali
- Campionato montenegrino: 1

Buducnost: 2011-2012